# Natzarens (secta del segle IV)
Els natzarens eren una secta cristiana del segle iv.
Epifani de Salamina esmenta una secta de cristians judaïtzants a Síria. Es tracta de distingir el seu nom del nom usat pels Jueus sobre tots els cristians. Creien en el seu messianisme però refusant, igual que els Ebionites, de trencar amb el judaisme. Sant Jeroni els confon amb els Ebonites i Ignasi d'Antioquia els condemne en les seves cartes apostòliques. L'arqueologia a Síria corrobora la presència d'aquesta comunitat. La toponímia amb el nom de nasara, és molt freqüent, testimonia la presència de grups d'ideologies semblants, parlaríem més aviat d'un moviment plural que no d'una secta pròpiament dita. Els jueus-natzarens alimentaren durant molts segles l'esperit de revolta messiànica i apocalíptica.